# Cinq familles
Ne doit pas être confondu avec Cinq Familles (Le Parrain).
 (mars 2015).
Si vous disposez d'ouvrages ou d'articles de référence ou si vous connaissez des sites web de qualité traitant du thème abordé ici, merci de compléter l'article en donnant les références utiles à sa vérifiabilité et en les liant à la section « Notes et références ».
Les Cinq familles sont des organisations mafieuses, originellement basées à New York, qui dominent de manière traditionnelle le crime organisé depuis le développement des États-Unis. D'origine italienne, ces familles sont depuis lors à l'origine de la perception de la communauté d'immigrants italiens dans le melting pot (creuset) américain. Ces cinq familles font partie des 25 familles de la mafia américaine.
Dans les années 1930, Lucky Luciano mit fin au bain de sang qui était le stade final atteint par la guerre des gangs ; ces derniers mirent en place la Commission qui régentait le Syndicat national du crime (National Crime Syndicate), mettant fin aux assassinats de membres par l'attribution concertée de secteurs territoriaux et d'activité de la pègre pris en charge par la Cosa nostra sur le sol nord-américain.
Les cinq familles sont les familles Bonanno, Colombo, Genovese, Gambino et Lucchese.
Certaines, telle la famille Colombo, peuvent être appelées avec des noms de substitution ; elle est aussi connue sous le nom de famille Profaci car Joe Profaci fut pendant longtemps parrain de cette famille.

## Les familles

### Famille Gambino
La famille Gambino a été fondée en 1890 par Giuseppe Battista Balsamo, parrain sicilien. Elle connut son apogée dans les années 1960-1970, quand Carlo Gambino, son parrain, était « capo di tutti capi », puis après sa mort elle connut le déclin notamment à cause des parrains de la famille Gotti. La famille Gambino (connue aussi, avant 1957, comme famille Mangano) est créée véritablement en 1931. Son influence s'exerce principalement dans l'Est des États-Unis mais elle s'étend aussi jusqu'en Californie. Ses activités sont le prêt à taux usurier, le racket, la prostitution, le trafic de drogue, les paris, les contrats d'assassinat, les vols de voitures, les escroqueries, l'évasion fiscale, la gestion de chantiers de construction, de bars, de discothèques, d'hôtels, de cimenterie et des quais du port. Son effectif est évalué à environ 260 affranchis et 4 000 associés. Elle est en termes de puissance un peu inférieure à la famille Genovese.

### Famille Bonanno
La famille Bonanno connut son apogée sous le règne de Joseph Bonanno, alias « Joey Bananas ». Cola Schiro fonda l'organisation criminelle qui deviendra plus tard la famille Bonanno après la mort de Salvatore Maranzano. Salvatore Maranzano, un Don qui, de façon arrogante, se proclamait lui-même capo di tutti capi (chef de tous les chefs), succéda à Schiro. Maranzano fut un des principaux instigateurs de l'organisation des cinq familles de New York. Il fut à la tête de la famille jusqu'au 10 septembre 1931, quand il fut tué dans son bureau à Park Avenue, à Manhattan (New York). Après ce meurtre, et pendant les 4 décennies suivantes, la famille fut gouvernée par Joe Bonanno, un autre traditionaliste qui est originaire du même village sicilien que Maranzano (Castellammare del Golfo).
Les choses changèrent pour la famille quand le patriarche Joe Bonnano s'envola pour l'État ensoleillé de l'Arizona en 1968 après avoir échoué dans son plan insensé qui était de tuer les parrains des familles rivales de New York et du New Jersey. Au milieu des années 1970, l'agent du FBI Joseph D. Pistone, mieux connu sous le nom de « Donnie Brasco », infiltra avec succès un crew (groupe) des Bonanno, qui entraîna les condamnations de 17 mafieux et associés dans les États de New York et à Milwaukee. Ce fut la première fois qu’un agent fédéral infiltrait ainsi une famille de la Mafia et obtenait de tels résultats.
En 1979, l'acting boss Carmine Galante fut assassiné dans un restaurant de Brooklyn. Le meurtre fut commandé par Philip « Rusty » Rastelli qui était à l'époque le boss officiel de la famille Bonanno et Anthony « Bruno » Indelicato, un jeune capo. Rastelli devint peu après le nouveau boss de la famille.
De 1991 à 2004, Joe Massino fut boss de la famille. Les journaux appelaient Joe Massino « le dernier parrain ». Il possédait un restaurant dans le Queens, le Casablanca, d'où il dirigeait ses affaires. En 2004, il a fait face à un procès qui pouvait lui coûter la peine de mort (il était accusé de plusieurs meurtres, d'extorsion, d'usure, de blanchiment d'argent, d'organisation de jeu illégal et d'incendie criminel). En 2005, Massino décida de devenir informateur. Malgré cela il écopera de la prison à vie.
De 2004 à 2006, le boss de la famille était Vincent « Vinny Gorgeous » Basciano. Lorsqu'il était capo, le crew de Vinny Basciano était implanté dans le Bronx. Basciano est actuellement en procès pour racket et meurtre. Trop exposé, Basciano a laissé le poste de boss à Michael Mancuso. Le trafic de narcotiques est la principale source de revenus de la famille, mais ils sont aussi impliqués dans le jeu clandestin, le déménagement et l'emmagasinage de marchandises et la construction. La famille possède également des sociétés immobilières, des pizzerias et des cafés, ainsi que des parkings privés.
Famille Rizzuto : on parle de La « Sixième Famille ». Elle a dépassé en taille et en puissance la famille Bonanno, à tel point qu'elle est supposée l'avoir éclipsée. Sa zone d'influence couvre le Québec et le sud de l'Ontario au Canada.

### Famille Colombo
La famille Colombo a été fondée par Joseph Profaci, ami intime de Joseph Bonanno, chef de la famille mafieuse Bonanno. La fondation de la famille Colombo, ou famille Profaci avant 1962, remonte à 1928, son premier parrain fut Joe Profaci, et ce jusqu'en 1962. Son actuel parrain est Carmine Persico. Ce fut certainement la famille la moins influente de la mafia new-yorkaise mais elle tenait une place privilégiée car elle a su rester hors des conflits. Ses activités s'articulent autour des blanchisseries, des transports, de la prostitution, de la location de camions, du bâtiment, des cimenteries, du traitement des déchets et de la réalisation de films pornographiques, notamment le film Deep Throat.

### Famille Lucchese
La famille Lucchese fut fondée par Gaetano "Tommy" Reina en 1917. Son apogée a été sous Tommy Lucchese, comme rivale de la famille Gambino. On parle de famille Lucchese à partir de 1953. Sa création remonte à 1917 rattachée à la famille de Joe Masseria. Mais elle fut réellement indépendante en 1931 sous Gaetano « Tommy » Gagliano. Elle fut rivale des familles Gambino et Genovese durant les années 1980. Son effectif est d'environ 100 affranchis et de 1 100 associés.

### Famille Genovese
Cette famille fut fondée en 1898 par Giuseppe Morello, parrain sicilien. Elle connut son apogée sous Lucky Luciano dans les années 1930-1950, quand celui-ci était « capo di tutti capi », puis elle déclina tout comme les autres familles à partir de 1991. La famille Genovese ou famille Luciano avant 1957, est surnommée la « Rolls Royce du crime organisé ». Elle peut rivaliser, en taille et en puissance, avec la famille Gambino et l'Outfit de Chicago. Elle continue à maintenir son influence sur des « familles » mafieuses plus petites en dehors de New York. Celles-ci comprennent les familles Patriarca, de Buffalo, de Syracuse, d'Albany et de Philadelphie.
La famille Genovese a manipulé des membres de la famille de Philadelphie pour faire assassiner leur parrain, Angelo Bruno, afin de récupérer leur territoire d'Atlantic City. Bien que la puissance de la famille semble décliner ces dernières années, particulièrement depuis la mort de Vincent « Chin » Gigante, en 2005, elle reste la mieux organisée et la plus puissante par rapport aux autres familles mafieuses de New York.

## Au cinéma
- Le Clan des Siciliens (1969) de Henri Verneuil.
- Le Parrain (1972) fait tout au long du film allusion à la collusion existante entre les Cinq familles new-yorkaises au lendemain de la Seconde Guerre mondiale.
- Cosa Nostra de Terence Young (1972) avec Charles Bronson et Lino Ventura, racontant la fondation du Syndicat du crime par les parrains les plus célèbres de l'histoire (Lucky Luciano, Vito Genovese, Albert Anastasia…). Sans doute le film qui évoque le plus fidèlement l'histoire de Cosa Nostra durant une période charnière, notamment la fameuse réunion d'Apalachin (1957). Joseph Valachi demeure le premier repenti de l'histoire de la mafia italo-américaine.
- Les Affranchis (1990) de Martin Scorsese, faisant le portrait du clan Lucchese.
- Donnie Brasco (1997) de Mike Newell raconte l'infiltration par un agent du FBI (Joseph D. Pistone) d'une équipe de la famille Bonnano. Quelques allusions sur l'histoire de la famille : élimination du parrain Carmine Galante, emprisonnement de son successeur Philip Rastelli dit Rusty. Le gang dans lequel évolue Donnie Brasco (Johnny Depp) était dirigé par le caporegime Dominic Napolitano (Michael Madsen).
- The Alto Knights (2025) de Barry Levinson centré sur la rivalité entre Vito Genovese et Frank Costello (tous les deux incarnés par Robert de Niro) à la fin des années 1950.

## Vidéo
- Fear City - New York contre la Mafia, mini-série documentaire de 2020.